# Ноздрина, Мария Фёдоровна
Мария Фёдоровна Ноздрина (род. 30.03.1938) — доярка колхоза имени Ленина Миллеровского района Ростовской области. Полный кавалер ордена Трудовой Славы (1990).

## Биография
Родилась 30 марта 1938 года в хуторе Верхнеталовка Криворожского (ныне Миллеровского) района Ростовской области в семье потомственных казаков Синициных. Русская.
В начале Великой Отечественной войны отец ушёл на фронт, где погиб за три месяца до Победы. Пережила немецкую оккупацию.
Окончив 7 классов Верхнеталовской школы, с 15 лет пошла работать дояркой в колхоз имени Ленина, в котором проработала 30 лет, из них 25 — без отпуска. Доили коров вручную, у каждой доярки было по 15—20 голов, а когда появились механические дойки, на каждую доярку стало приходиться по 40 голов. Корма носили в корзинах и раздавали коровам также вручную. Это был тяжёлый физический труд. В социалистическом соревновании Мария Фёдоровна находилась в лидерах. Руководство неоднократно отмечало её трудолюбие, дисциплинированность и высокую ответственность благодарностями, почётными грамотами, ценными подарками.
В 20 лет Мария вышла замуж за Ноздрина Алексея Петровича, который также всю жизнь проработал в колхозе имени Ленина. Воспитали с мужем двоих детей: дочь и сына.
14 февраля 1975 года Указом Президиума Верховного Совета СССР за самоотверженный, высокопроизводительный долголетний труд Ноздрина Мария Фёдоровна была награждена орденом Трудовой Славы 3-й степени.
23 декабря 1976 года Указом Президиума Верховного Совета СССР награждена орденом Трудовой Славы 2-й степени.
Указом Президента СССР от 27 августа 1990 года за достижение высоких результатов в производстве, переработке и продаже государству сельскохозяйственной продукции на основе применения прогрессивных технологий и передовых методов организации труда Ноздрина Мария Фёдоровна была награждена орденом Трудовой Славы 1-й степени. Стала полным кавалером ордена Трудовой Славы.
В настоящее время находится на пенсии. Вырастила сына и дочь, выросли четверо внуков, правнуки.
Проживает в хуторе Греково-Петровском Верхнеталовского сельского поселения Миллеровского района Ростовской области.

## Награды и звания
Награждена орденами Трудовой Славы 1-й, 2-й, 3-й степеней:
3 ст. 14.02.1975 № 21374
2 ст. 23.12.1976 № 1256
1 ст. 27.08.1990 № 792
- Медаль «За доблестный труд»
- Медаль «За трудовую доблесть»
- Медаль «Ветеран труда»
- медалями ВДНХ
- медалями[1].